# Björn Gercke
Björn Gercke (* 5. September 1973 in Göttingen) ist ein deutscher Rechtsanwalt und Strafverteidiger in Köln. Er ist zugleich Honorarprofessor an der rechtswissenschaftlichen Fakultät der Universität zu Köln.

## Leben
Gercke studierte in Göttingen, Paris und Köln. 2001 promovierte er mit einer strafprozessualen Schrift zur Überwachung des Mobilfunkverkehrs bei Klaus Bernsmann. Anfang 2004 erhielt er die Zulassung als Rechtsanwalt. 2006 folgte die Gründung einer eigenen, ausschließlich auf das Strafrecht spezialisierten Kanzlei, die seit 2007 als Gercke Wollschläger firmiert. Nach Lehrtätigkeiten an den Universitäten Köln und Trier wurde ihm am 18. Dezember 2013 die Honorarprofessur der Universität zu Köln verliehen.
Gercke ist Mitglied der Redaktion der Fachzeitschrift Strafverteidiger sowie ständiger Mitarbeiter der ältesten deutschen strafrechtlichen Fachzeitschrift Goltdammer’s Archiv. Er ist Mitglied des Strafrechtsausschusses der Bundesrechtsanwaltskammer. Zuvor war er Mitglied des Ausschusses Gefahrenabwehr des Deutschen Anwaltvereins.

## Anwaltliche Tätigkeit
Gercke verteidigte unter anderem einen Bankenvorstand im SachsenLB-Verfahren, den Projektleiter im Loveparade-Verfahren, Alltours-Gründer Willi Verhuven, den Unternehmer Alexander Falk, den Porsche-Entwicklungsvorstand Michael Steiner im Zusammenhang mit dem Abgasskandal sowie diverse Beschuldigte in sog. Cum-Ex-Verfahren, darunter Sanjay Shah, dem Steuerhinterziehung in Milliardenhöhe zur Last gelegt wird. In der DFB-Affäre um die Vergabe der Fußball-Weltmeisterschaft 2006 vertrat er Günter Netzer als Zeugenbeistand. Im Skandal um das Kongresszentrum „WCCB“ beriet und vertrat er die Bundesstadt Bonn. Im Rahmen der Missbrauchsvorwürfe einzelner Frauen vertrat er Rammstein-Sänger Till Lindemann strafrechtlich. Im Parlamentarischen Untersuchungsausschuss zum Finanzdienstleister wirecard vertritt Gercke die Wirtschaftsprüfungsgesellschaft EY.

## Gutachten für das Erzbistum Köln
Im Oktober 2020 beauftragte ihn das Erzbistum Köln mit einem Gutachten zum Umgang mit sexualisierter Gewalt im Erzbistum Köln. Ein zuvor bei einer Münchener Kanzlei in Auftrag gegebenes Gutachten wurde aufgrund vermeintlicher äußerungsrechtlicher Mängel vom Erzbistum nicht veröffentlicht. Gercke präsentierte gemeinsam mit seiner Kollegin Kerstin Stirner am 18. März 2021 ein rund 900 Seiten umfassendes Gutachten und kam im Ergebnis zu erheblichen Pflichtverletzungen hochrangiger Verantwortlicher des Erzbistums.

## Veröffentlichungen
- Bewegungsprofile anhand von Mobilfunkdaten im Strafverfahren – Zugleich ein Beitrag zur Kumulation heimlicher Observationsmittel im Strafverfahren, Berlin 2002 (Duncker & Humblot)
- Strafprozessrecht – Grundlagen des Strafrechts, Bwv – Berliner Wissenschaftsverlag, Berlin 2013 (mit Diana Hembach und Sebastian Wollschläger)
- Ein „letztes Refugium“ – Der Kernbereich privater Lebensgestaltung als absolute Grenze der Wahrheitsermittlung im Strafverfahren, in: Goltdammer’s Archiv für Strafrecht 2015, 339
- Strafverteidigung und Medien, in: Zöller/Esser (Hrsg.): Justizielle Medienarbeit im Strafverfahren, Nomos, Baden-Baden 2019, S. 111–127
- Arbeitsstrafrecht – Strafrechtliche Risiken und Risikomanagement, 3. Aufl., Heidelberg 2021 (mit Oliver Kraft und Marcus Richter)
- Handbuch Medizinstrafrecht, Wolters Kluwer, Köln 2020 (mit Dr. Ulrich Leimenstoll und Dr. Kerstin Stirner)
- Heidelberger Kommentar zur StPO, 7. Aufl., C.F. Müller, Heidelberg 2023 (mit Dieter Temming und Mark A. Zöller)